# Tenzing Norgay

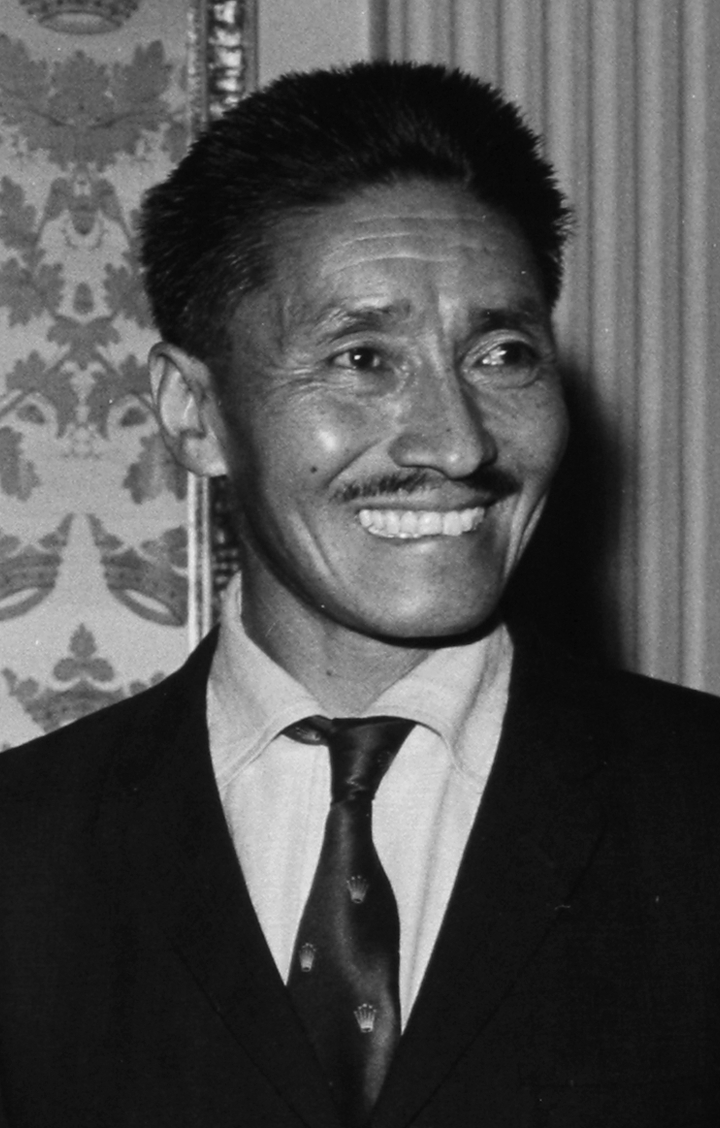
Tenzing Norgay in 1967

Tenzing Norgay (vermoedelijk geboren in het klooster Ghang La (Tibet), 15 mei 1914 - Darjeeling (India), 9 mei 1986) was een Nepalees Sherpa die samen met de Nieuw-Zeelander Edmund Hillary als eerste de top van de hoogste berg ter wereld, de Mount Everest, bereikte.
Volgens een memo van Edmund Hillary in het archief van de Royal Geographical Society was deze als eerste op de top, hoewel Norgay en Hillary later hadden afgesproken dit niet bekend te maken.
1953 was voor Norgay een belangrijk jaar. Tenzing Norgay was de Sherpa-begeleider van Hillary. Op 29 mei 1953 bereikten Hillary en Tenzing als eerste mensen het hoogste punt op aarde, de Mount Everest (8849m). Omwille van deze prestatie werd in 2015 een bergachtig gebied op de dwergplaneet Pluto, met bergpieken tot 3300 meter hoogte, Norgay Montes gedoopt. Het was de eerste maal dat een Nepalees die eer te beurt viel. Zijn kleinzoon Tashi Tenzing beschouwt dit als een grote eer voor zowel Nepal als de Sherpagemeenschap.
Norgay was drager van een hoge Britse onderscheiding voor dapperheid: de George Medal.
In 1996 trad zijn zoon Jamling Tenzing in de voetsporen van zijn vader. Tijdens de klim, die ook wel de '1996 Everest disaster' wordt genoemd omdat er acht klimmers uit een ander team omkwamen, bereikte hij samen met twee medeklimmers de top van de Mount Everest.